# Kaple svaté Anny (Vyškov)
Kaple sv. Anny je kaple ve Vyškově v ulici Dukelská spojená s malým špitálem, který ve své době ležel již za opevněným městem.

## Historie
Kaple je jednoduchá jednolodní stavba, obdélníkového tvaru, na východě uzavřeném pětibokým presbytářem. Venku na fasádě budovy je vyhloubená nika, se sousoším Ukřižování z roku 1897. Sakristie byla přistavěna ke kapli v první polovině 18. století. Stavba byla dokončena nejpozději roku 1584, což dokazuje nápis v klenbě „ANNO DOMINI 1584“, takto jsou datovány nástěnné malby (např. výjev svaté Anny se svatým Václavem a medailony světců) v interiéru kaple. Ničivý požár města v roce 1753 kaple sv. Anny přečkala jako jedna z mála staveb ve městě bez újmy. V roce 1999 byla provedena oprava štukové fasády špitální kaple, sanačních omítek, restaurátorské práce na štukových a pískovcových článcích fasády, dále práce malířské a natěračské.
Kaple je od roku 1974 v majetku města a poté od roku 1981 přechází do správy Muzea Vyškovska. Jsou zde uloženy kamenné artefakty pro připravované lapidárium. Špitál je využíván jako depozitář muzea.

## Galerie

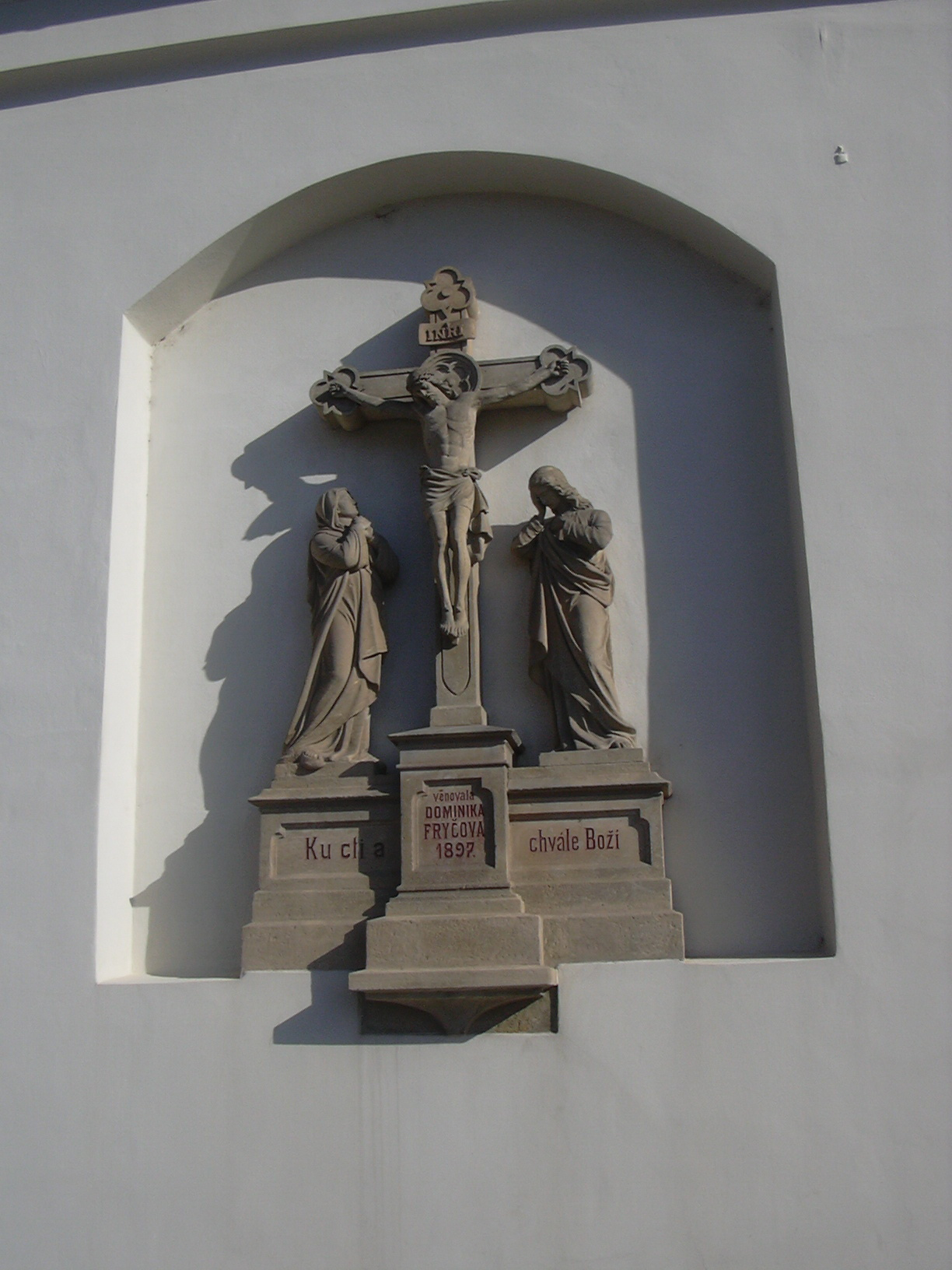
sousoší Ukřižování z roku 1897
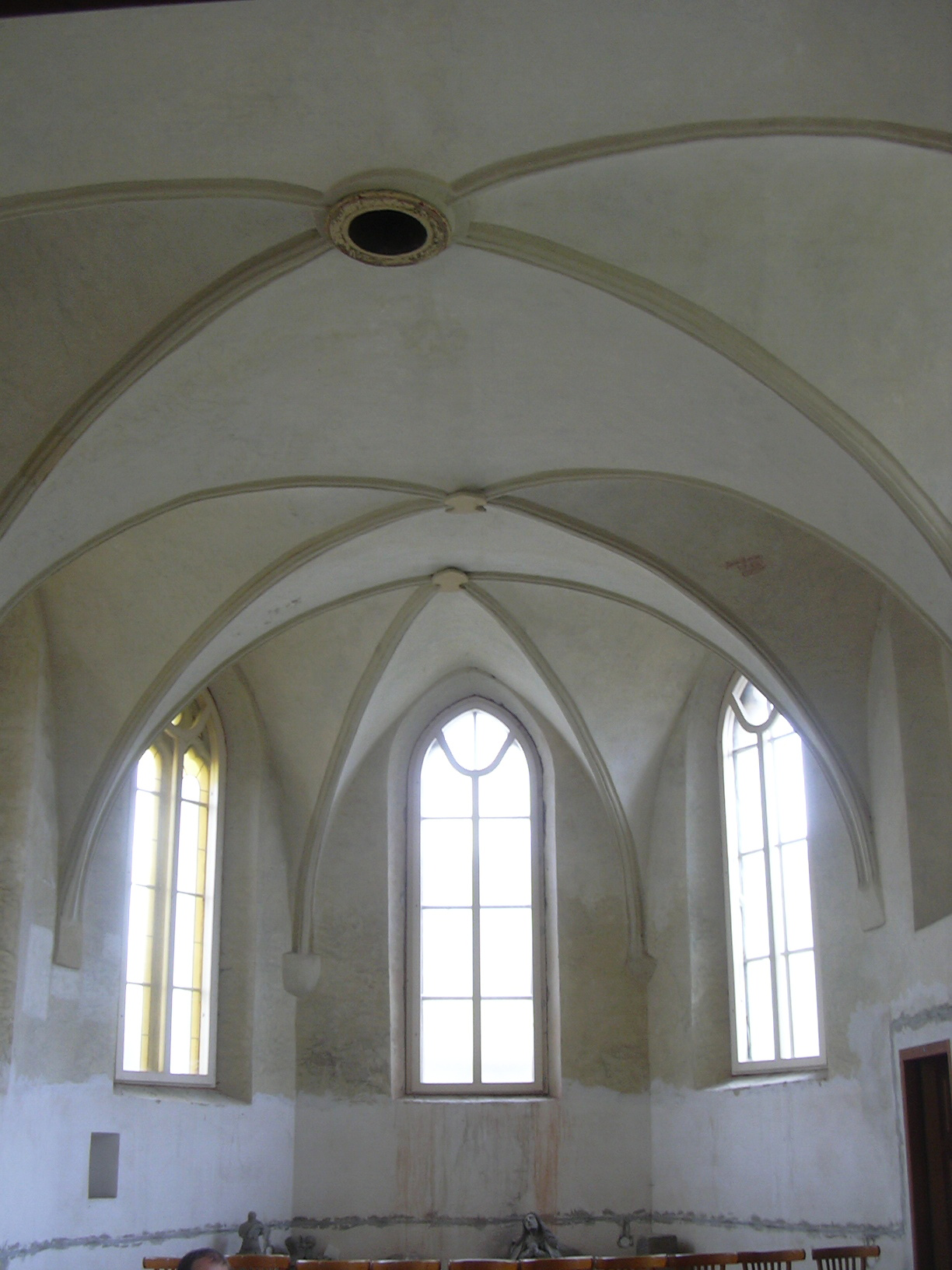
Interiér kaple
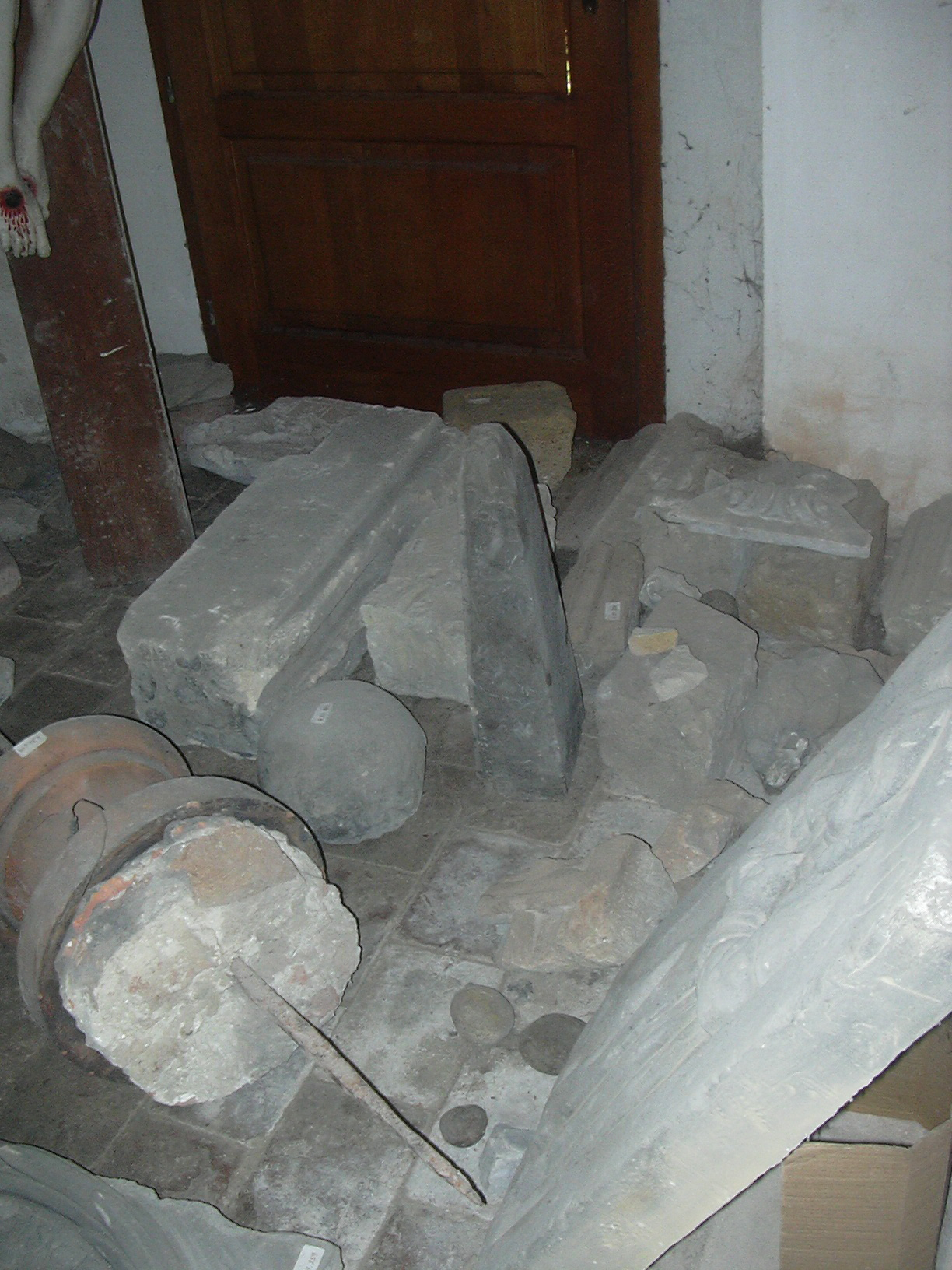
kamenné artefakty do lapidária
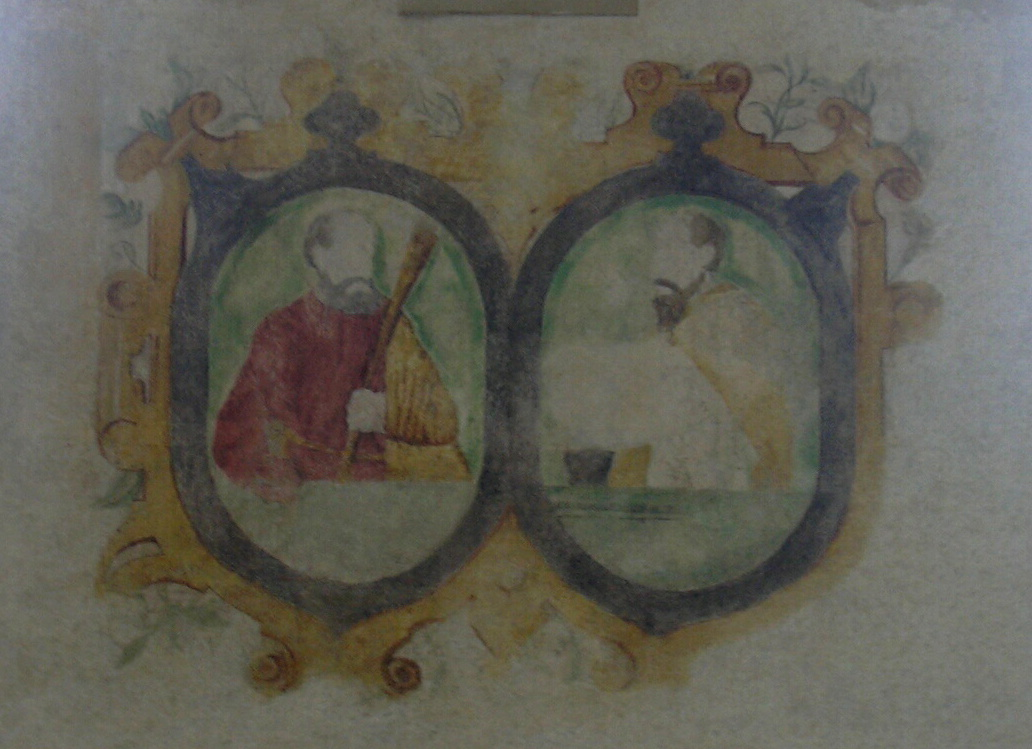
Jedna z renesančních maleb